# Hogna hereroana
Hogna hereroana är en spindelart som först beskrevs av Roewer 1960.  Hogna hereroana ingår i släktet Hogna och familjen vargspindlar.
Artens utbredningsområde är Namibia. Inga underarter finns listade i Catalogue of Life.